# Сравнение медиаконтейнеров
В этой таблице сравниваются функциональные возможности различных форматов мультимедиаконтейнеров. Следует заметить, что фильтры DirectShow позволяют проигрывание файла мультимедиа на любом DirectShow-совместимом проигрывателе, включая Windows Media Player.

## Информация
| Медиаконтейнер                             | Владелец стандарта                                        | Поддержка B-frame | Аудио с переменным битрейтом | Видео с переменной кадровой частотой | Edit in-place | Главы | Субтитры | Поддержка видеоформатов                                                                          | Поддержка аудиоформатов |
| ------------------------------------------ | --------------------------------------------------------- | ----------------- | ---------------------------- | ------------------------------------ | ------------- | --- | --- | ------------------------------------------------------------------------------------------------ | --- |
| 3GP                                        | 3GPP                                                      | Да                | Да                           | Да                                   | Да            | Неизвестно | 3GPP Timed Text                                                                                             | MPEG-4, H.263 и H.264                                                                            | AMR-NB/WB, AMR-WB+ и (HE)-AAC                                                                                                   |
| Advanced Systems Format (.asf, .wma, .wmv) | Microsoft                                                 | Да                | Да                           | Да                                   | Нет           | Да | Да | Почти все, использующие VFW или DMO, поддержка H.264/AVC затруднительна                          | Почти все, использующие ACM или DMO, поддержка Vorbis затруднительна                                                            |
| AVI                                        | Microsoft                                                 | Да                | Да                           | Да                                   | Нет           | Да, через сторонние модификации                                                                               | Да, через сторонние модификации                                                                             | Почти все, использующие VFW, поддержка H.264/AVC затруднена из-за ограниченной поддержки b-frame | Почти все, использующие ACM, поддержка Vorbis затруднительна                                                                    |
| WebM                                       | Public Domain                                             | Да                | Да                           | Да                                   | Нет           | Да | Да, любые, включая внедренные шрифты                                                                        | Да, любые, включая VP8, VP9,AV1                                                                  | Да, любые, включая Vorbis, Opus                                                                                                 |
| DivX Media Format (.divx)                  | DivX                                                      | Да                | Да                           | Да                                   | Нет           | Да | Да | DivX video кодируемое с помощью DivX Profiles                                                    | MP3, PCM, AC-3 |
| EVO                                        | MPEG                                                      | Да                | Да                           | Да                                   | Нет           | Да | Неизвестно                                                                                                  | MPEG-2 Part 2, H.264, VC-1                                                                       | AC-3, E-AC-3, Dolby TrueHD, Linear PCM, DTS, DTS-HD, MPEG-2 Part 3                                                              |
| Flash Video (.flv)                         | Adobe Systems                                             | Неизвестно        | Неизвестно                   | Неизвестно                           | Нет           | Нет | Нет | Sorenson H.263, VP6, Screen Video, H.264                                                         | MP3, Nellymoser, ADPCM, Raw PCM, AAC                                                                                            |
| Matroska (.mkv, .mka)                      | Public Domain                                             | Да                | Да                           | Да                                   | Нет           | Да | Да, любые, включая внедрённые шрифты                                                                        | Да, любые                                                                                        | Да, любые |
| MCF                                        | Лицензия, по типу BSD, для спецификаций, GNU для программ | Неизвестно        | Неизвестно                   | Неизвестно                           | Неизвестно    | Неизвестно | Неизвестно                                                                                                  | Да, любые                                                                                        | Да, любые |
| MPEG-2 PS Program Stream (.ps)             | MPEG                                                      | Да                | Да                           | Неизвестно                           | Нет           | Only in VOB files on DVDs                                                                                     | Only in VOB files on DVDs                                                                                   | MPEG-1, MPEG-2                                                                                   | MPEG-1 Layers I, II, III (mp3), AC-3, LPCM, DTS                                                                                 |
| MPEG-2 TS Transport Stream (.ts)           | MPEG                                                      | Да                | Да                           | Да                                   | Нет           | Нет | possible via ETSI EN 300 743                                                                                | MPEG-1, MPEG-2, MPEG-4 ASP, H.264/MPEG-4 AVC                                                     | MPEG-1 Layers I, II, III (mp3), AC-3, LPCM, DTS, AAC                                                                            |
| QuickTime (.mov, .qt)                      | Apple                                                     | Да                | Да                           | Да                                   | Да            | Да | Да | Да, любые через QuickTime                                                                        | Да, любые через Sound Manager или CoreAudio                                                                                     |
| MP4                                        | MPEG                                                      | Да                | Да                           | Да                                   | Да            | In userdata atom (started by Nero Digital) can't interact with the sceneDescription, or via segmentDescriptor | ttxt, VobSubs with privat objectTypeIndication not usable with the sceneDescription (started by Nero), BIFS | MPEG-1, MPEG-2, H.263, MPEG-4 ASP, H.264/MPEG-4 AVC                                              | MPEG-1 Layers I, II, III (MP3), MPEG-2/4 (HE)-AAC, Vorbis (with privat objectTypeIndication), Apple Lossless, AC-3 (только M4V) |
| NUT                                        | NUT Project/GPL                                           | Да                | Да                           | Да                                   | Неизвестно    | Да | Да | Да, практически любые                                                                            | Да, практически любые |
| OGG/OGM                                    | Xiph.Org                                                  | Да                | Да                           | Нет                                  | Нет           | Да | Ogg Writ, SRT and MicroDVD with OGMtools.                                                                   | Theora, почти все, через VFW, H.264/AVC поддерживаются                                           | Vorbis, почти все, через ACM |
| RMVB                                       | RealNetworks                                              | Да                | Неизвестно                   | Да                                   | Нет           | Неизвестно | Да | RealVideo 8, 9, 10                                                                               | (HE)-AAC, Cook Codec, Vorbis, RealAudio Lossless                                                                                |
| VOB                                        | MPEG                                                      | Да                | Да                           | Да                                   | Нет           | Да | VobSub | MPEG-2 Part 2                                                                                    | AC-3, Linear PCM, DTS, MPEG-2 Part 3, MPEG-1 Layer II                                                                           |
| Медиаконтейнер                             | Владелец стандарта                                        | Поддержка B-frame | Аудио с переменным битрейтом | Видео с переменной кадровой частотой | Edit in-place | Главы | Субтитры | Поддержка видеоформатов                                                                          | Поддержка аудиоформатов |

## Поддержка форматов мультимедиа

### Поддерживаемые аудиоформаты
|                       | Сжатие с потерями | Сжатие с потерями | Сжатие с потерями | Сжатие с потерями | Сжатие с потерями | Сжатие с потерями | Сжатие с потерями | Сжатие с потерями | Сжатие с потерями | Сжатие без потерь | Сжатие без потерь | Сжатие без потерь | Сжатие без потерь | Сжатие без потерь  | Сжатие без потерь | Сжатие без потерь |
| AAC                   | AC3               | DTS               | MP3               | Musepack          | Opus              | RealAudio         | Vorbis            | WMA               | APE               | FLAC              | ALAC              | SHN               | WAV               | MLP / Dolby TrueHD | DTS-HD            |                   |
| --------------------- | ----------------- | ----------------- | ----------------- | ----------------- | ----------------- | ----------------- | ----------------- | ----------------- | ----------------- | ----------------- | ----------------- | ----------------- | ----------------- | ------------------ | ----------------- | ----------------- |
| QuickTime (.mov, .qt) | Да                | Да                | Неизвестно        | Да                | Неизвестно        | Неизвестно        | Неизвестно        | Да                | Да                | Неизвестно        | Да                | Да                | Неизвестно        | Неизвестно         | Нет               | Нет               |
| AVI                   | Да                | Да                | Да                | Да                | Нет               | Неизвестно        | Неизвестно        | Неизвестно        | Да                | Неизвестно        | Нет               | Неизвестно        | Неизвестно        | Неизвестно         | Нет               | Нет               |
| Matroska (.mkv, .mka) | Да                | Да                | Да                | Да                | Нет               | Да                | Да                | Да                | Да                | Нет               | Да                | Да                | Неизвестно        | Да                 | Да                | Да                |
| MP4                   | Да                | Да                | Да                | Да                | Неизвестно        | Да                | Нет               | Да                | Да                | Нет               | Нет               | Да                | Нет               | Нет                | Нет               | Да                |

### Поддерживаемые видеоформаты
|                       | AV1        | MPEG-1 | MPEG-2 | MPEG-4 (A)SP | H.264                    | VC-1/WMV | RealVideo  | Theora | Flash |
| --------------------- | ---------- | ------ | ------ | ------------ | ------------------------ | -------- | ---------- | ------ | ----- |
| QuickTime (.mov, .qt) | Нет        | Да     | Да     | Да           | Да                       | Да       | Неизвестно | Да     | Да    |
| AVI                   | Неизвестно | Да     | Да     | Да           | Да, проблемы с B-кадрами | Да       | Нет        | Да     | Да    |
| Matroska (.mkv, .mka) | Да         | Да     | Да     | Да           | Да                       | Да       | Да         | Да     | Да    |
| MP4                   | Да         | Да     | Да     | Да           | Да                       | Да       | Нет        | Нет    | Нет   |